# Cèe alla viareggina
Le cèe alla viareggina (anguille cieche alla viareggina) era un piatto tradizionale della cucina viareggina, a base di avantotti di angiulla, cèe in dialetto viareggino, oggi quasi scomparso a causa delle limitazioni normative. 

## Preparazione
Preparare uno sfritto di peperoncino e aglio, aggiungere le cèe infarinate con di farina gialla, foglie di salvia e scorze d’arancia e le cèe.
Far cuocere a fuoco vivo e a padella scoperta finché non saranno croccanti e dorate. Generalmente si aeccompagnano con polenta gialla.

## Varianti
Pellegrino Artusi, nel suo La scienza in cucina e l'arte di mangiar bene del 1891, riporta la ricetta delle cieche alla pisana (Ricetta 514), che prevede anche l'uso di uova, parmigiano grattugiato e limone, nonché un tempo di cottura maggiore.